# 264077 Dluzhnevskaya
264077 Dluzhnevskaya è un asteroide della fascia principale. Scoperto nel 2009, presenta un'orbita caratterizzata da un semiasse maggiore pari a 2,8086745 UA e da un'eccentricità di 0,0364001, inclinata di 3,64392° rispetto all'eclittica.